# Аква деи Роси (Козенца)
Аква деи Роси (итал. Acqua dei Rossi) је насеље у Италији у округу Козенца, региону Калабрија.
Према процени из 2011. у насељу је живело 36 становника. Насеље се налази на надморској висини од 253 м.